# Cruzeiro do Oeste
Cruzeiro do Oeste è un comune del Brasile nello Stato del Paraná, parte della mesoregione del Noroeste Paranaense e della microregione di Umuarama. Si trova 527 km a ovest della capitale dello Stato Curitiba.